# Saccharomycopsis javanensis
Saccharomycopsis javanensis är en svampart som först beskrevs av Klöcker, och fick sitt nu gällande namn av Kurtzman & Robnett 1995. Saccharomycopsis javanensis ingår i släktet Saccharomycopsis och familjen Saccharomycopsidaceae.   Inga underarter finns listade i Catalogue of Life.